# Nissan 350Z
Nissan 350Z – samochód sportowy występujący jako coupé lub roadster zbudowany przez Nissan Motors. Na rynek wprowadzony został w sierpniu 2002.
Samochód znalazł się na liście dziesięciu najlepszych aut magazynu Car and Driver na rok 2003.

## Dane techniczne
| Wersja                    | Silnik:                   | Układ zasilania: | Śr. × skok tłoka:   | St. sprężania: | Moc maks:                          | Maks. moment obrotowy     | 0-100 km/h: | V-max:   |
| ------------------------- | ------------------------- | ---------------- | ------------------- | -------------- | ---------------------------------- | ------------------------- | ----------- | -------- |
| '02 350Z (US)             | V6 3,5 l (3498 cm³), DOHC | wtrysk SMPFi     | 95,50 mm × 81,40 mm | 10,3:1         | 291 KM (214 kW) przy 6200 obr./min | 372 Nm przy 4800 obr./min | b/d         | b/d      |
| '03 350Z Z33              | V6 3,5 l (3498 cm³), DOHC | wtrysk SMPFi     | 95,50 mm × 81,40 mm | 10,3:1         | 280 KM (206 kW) przy 6200 obr./min | 363 Nm przy 4800 obr./min | 5,9 s       | 249 km/h |
| '03 350Z 35th Anniversary | V6 3,5 l (3498 cm³), DOHC | wtrysk SMPFi     | 95,50 mm × 81,40 mm | 10,3:1         | 300 KM (221 kW) przy 6400 obr./min | 353 Nm przy 4800 obr./min | 5,8 s       | 249 km/h |
| '05 350Z GT4              | V6 3,5 l (3498 cm³), DOHC | wtrysk SMPFi     | 95,50 mm × 81,40 mm | 10,3:1         | 300 KM (221 kW) przy 6400 obr./min | 353 Nm przy 4800 obr./min | 5,8 s       | 249 km/h |
| '07 350Z (US)             | V6 3,5 l (3498 cm³), DOHC | wtrysk SMPFi     | 95,50 mm × 81,40 mm | 10,6:1         | 313 KM (228 kW) przy 6800 obr./min | 364 Nm przy 4800 obr./min | b/d         | b/d      |
| '08 350Z Nismo            | V6 3,5 l (3498 cm³), DOHC | wtrysk SMPFi     | 95,50 mm × 81,40 mm | 10,6:1         | 313 KM (228 kW) przy 6800 obr./min | 364 Nm przy 4800 obr./min | b/d         | b/d      |

- napęd: tylny

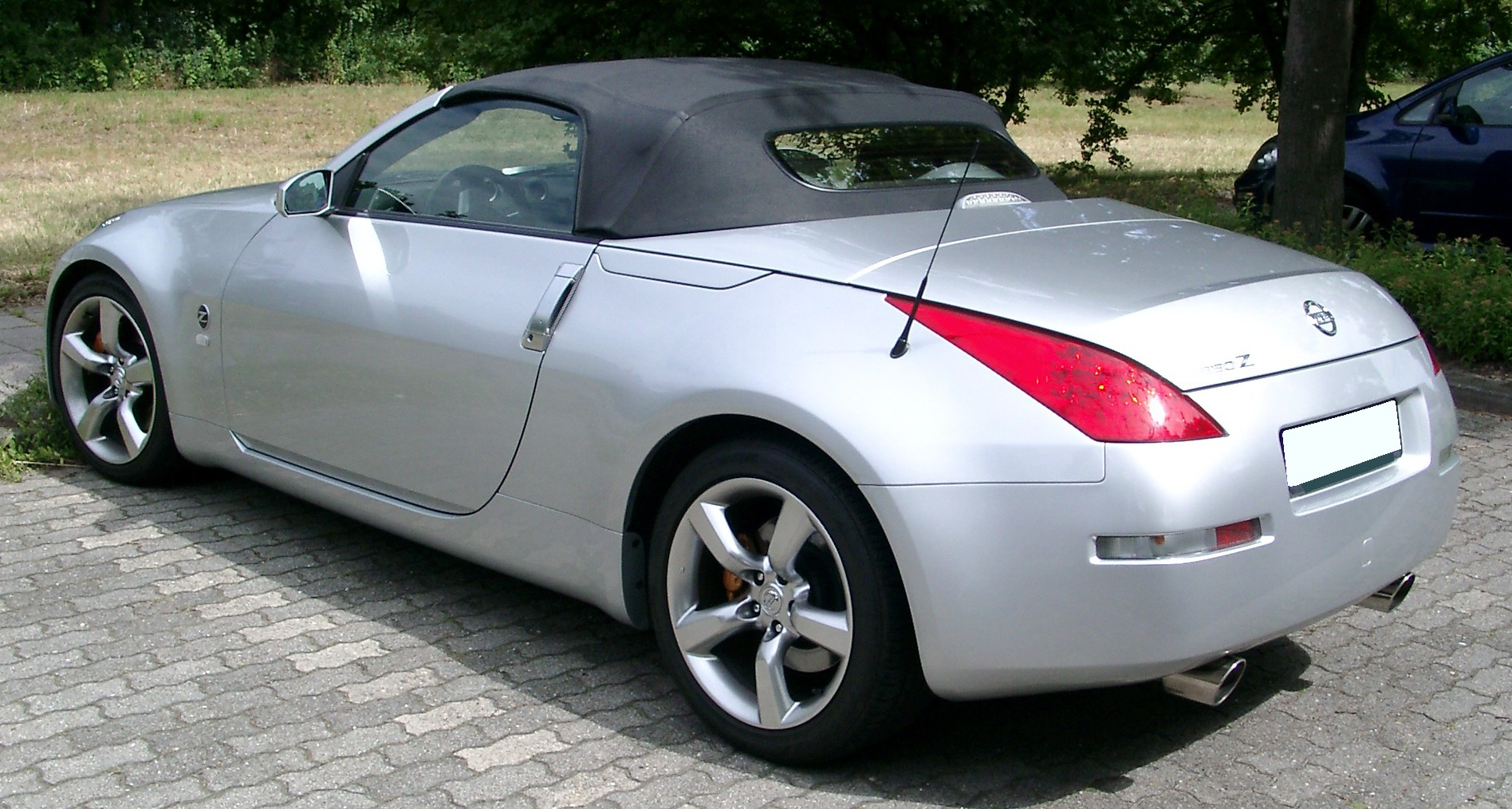
Nissan 350Z Roadster

- skrzynia biegów: ręczna, 6-biegowa lub automatyczna, 5-biegowa
- długość/rozstaw osi: 431,5cm/265 cm
- szerokość/wysokość: 181,5cm/132,5cm
- masa/ładowność: 1549/271 kg
- pojemność bagażnika: 235l
- opony przód-tył: 225-245/45 R18